# Cyclocephala cearae
Cyclocephala cearae är en skalbaggsart som beskrevs av Höhne 1923. Cyclocephala cearae ingår i släktet Cyclocephala och familjen Dynastidae. Inga underarter finns listade i Catalogue of Life.